# Uruk
Uruk (Soemerisch: Unug, in de Bijbel: Erech) was een stad in Zuid-Mesopotamië, wat aanvankelijk Soemer en later Babylonië was. De locatie ligt 300 km ten zuiden van het huidige Bagdad, ongeveer 30 km ten oosten van As-Samawah. Het wordt veelal beschouwd als de oudste echte stad, waarvan de invloed zo groot was dat de Urukperiode naar de stad is genoemd. Door de combinatie van stedelijke ontwikkeling en het ontstaan van het schrift wordt Uruk gezien als de eerste beschaving.
Het is een belangrijke archeologische opgravingsplaats. De stad lag toen tussen Babylon en Ur in een vruchtbaar, aangeslibd land, waarschijnlijk aan een later verzande arm van de Eufraat. Uruk kwam in de kopertijd, een periode van het laat-Neolithicum, tot volle wasdom. De stad was nog belangrijk in de bronstijd en zelfs nog tot in de ijzertijd en werd 4500 jaar lang ononderbroken bewoond.
Er wordt wel beweerd dat de huidige naam Irak in de loop der eeuwen van deze stad zou zijn afgeleid.

## Geschiedenis
Het neolithisch Nabije Oosten was de eerste van de meerdere kernen op de wereld waar de neolithische revolutie zich voltrok. Vanaf het zesde millennium v.Chr. was de Obeidcultuur de belangrijkste cultuur in dit gebied. Het aantal nederzettingen nam langzaam toe, met daarbij in toenemende mate enkele grotere plaatsen. Aan het begin van het vierde millennium v.Chr. nam het aantal nederzettingen en hun grootte in het gehele Nabije Oosten aanmerkelijk toe. De grootste concentratie werd echter gevonden in Uruk. De bevolkingsgroei kwam waarschijnlijk niet alleen vanuit de eigen bevolking, maar ook door migratie. Tijdens de vroege Urukperiode besloeg het gebied zo'n 70 hectare, om halverwege het vierde millennium uit te groeien tot zo'n 250 hectare. Hiermee werd het het eerste voorbeeld van wat wel de stedelijke revolutie is genoemd.
Volgens de Lijst van koningen van Soemer werd Uruk door Enmerkar gegrondvest die de officiële koningstitel meebracht uit de stad Eanna. Zijn vader was Mesh-ki-ang-gasher, hij die verdween op zee. Andere historische koningen van Uruk waren Lugalzagesi, hij die Uruk veroverde, en Utuhegal.

### Soemerische periode
Al vanaf ca. 3500 v.Chr. (in de late Kopertijd) was Uruk een groot, stedelijk centrum. Rond 3400 v.Chr. was de nederzettingsheuvel al 19 m. hoog. Uruk kan als een van de centra of zelfs als het centrum van de Soemerische cultuur beschouwd worden. Deze periode wordt in de archeologie de late Uruktijd genoemd en duurt tot ca. 3000 v.Chr. (in de Bronstijd).
Adolf Leo Oppenheim stelde: in Uruk, in Zuid-Mesopotamië bereikte de Soemerische beschaving haar hoogtepunt wat betreft creativiteit. Dat is te zien aan de verwijzingen naar deze stad in religieuze en (in het bijzonder) literaire teksten, ook die met een mythologische achtergrond. De historische traditie zoals die in de Lijst van koningen van Sumer is overgeleverd, bevestigt dit. Later ging het politieke zwaartepunt blijkbaar naar Ur.
De stad had twee grote tempelcomplexen:
- de Eannatempel, het heiligdom van de godin Inanna in het centrum van de stad. Al in het vierde millennium v.Chr. verkreeg dit heiligdom monumentale afmetingen. Het belangrijkste deel ervan was de zogenaamde kalksteentempel, een gebouw van ca. 70 x 30 m dat uit blokken kalksteen was opgetrokken. Naast deze hoofdtempel bevonden zich andere gebouwen, waaronder de zogenaamde steenstifttempel, een gebouw waarvan de wanden met geometrische motieven zijn versierd. Het tempelcomplex werd meermaals omgebouwd en vergroot en kreeg in de tijd van de derde dynastie ook een ziggoerat, die door Urnammu is gebouwd.
- de tempel van de hemelgod Anu werd het prototype van de latere ziggoerat, een getrapte piramide, de witte tempel genaamd.

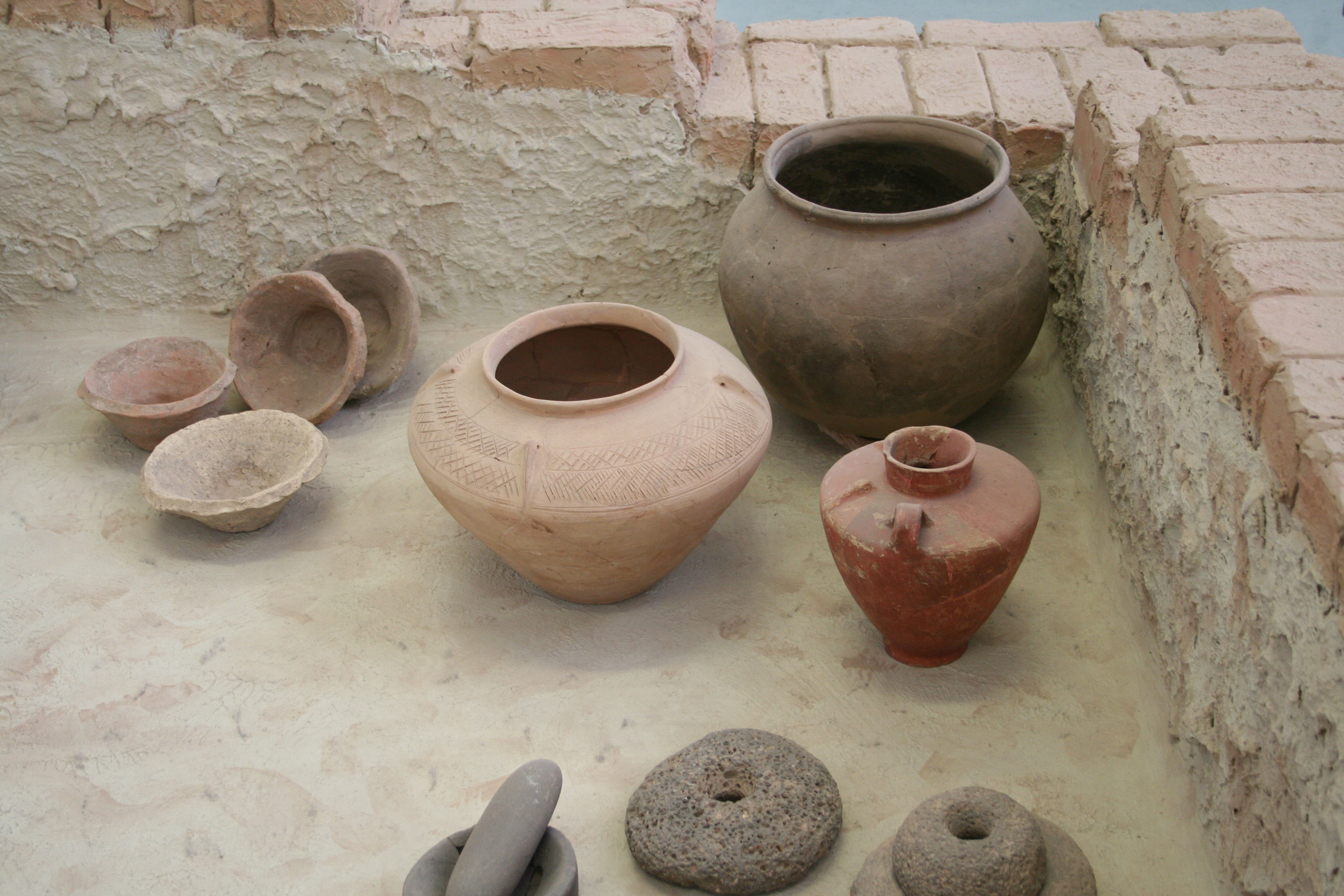
Links zijn de opmerkelijk eenvoudige kommen te zien uit de Urukperiode.

De Eannatempel had een belangrijke rol in de redistributie-economie waarbij de religie dit systeem rechtvaardigde. Dit is duidelijk te zien in de taferelen op de Vaas van Uruk. Mogelijk speelde de beveled-rim bowl hierbij ook een rol. Opmerkelijk is het verschil in dit aardewerk met de voorgaande culturen. Waar het aardewerk van eerdere culturen mooi vormgegeven en beschilderd waren, zijn van deze periode veel onbewerkte eenvoudige schalen en potten teruggevonden. Dit lijkt een antwoord op de toegenomen bevolking, waarop massaproductie het antwoord was.
De stad was een belangrijke handelsstad en dreef handel met verre streken, waarbij het verschillende koloniën stichtte. Daardoor werd de bureaucratie erg belangrijk en daarbij ook het schrift. Het protoschrift is waarschijnlijk in Uruk ontstaan (rond 3300 v.Chr.) en diende aanvankelijk vooral voor de economie. De combinatie van een stedelijke ontwikkeling met schrift maakte het de eerste beschaving.
In het droge klimaat van Mesopotamië werd het water voor de akkerbouw via kanalen en dammen naar de velden geleid. Altijd bestond het gevaar dat deze installaties door vijanden vernietigd werden. Sommige historici zijn van mening dat in Uruk rond 3000 v.Chr. een catastrofe heeft plaatsgevonden door een breuk van een dam. De schriftelijke optekeningen eindigen plotseling rond deze tijd. Misschien was deze dambreuk het gevolg van gevechten tussen Soemeriërs en Semieten. Mogelijk ligt dit ten grondslag aan het ontstaan van de verhalen over de zondvloed in Mesopotamië.
Rond 3000 v.Chr. werd de hele nederzettingsheuvel geëgaliseerd en werden er nieuwe gebouwen opgericht. Uruk was ca. 3000 - 2700 v.Chr. het religieus-culturele centrum van Soemer. Deze tijd heet in Sumer de vroeg-dynastieke periode. De stad was enorm groot (5,5 km²) en kende voor zijn tijd een enorm grote bevolking (mogelijk 50.000). Ze was de grootste stad van de oudheid.

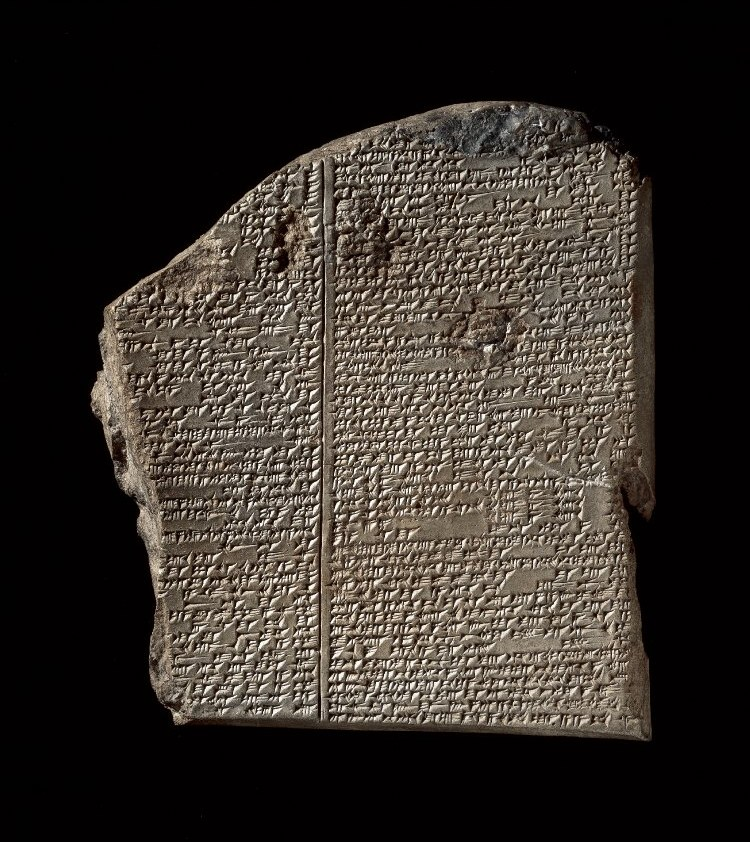
Kleitablet met een deel van het Gilgamesj-epos
British Museum

De halfmythische Gilgamesj was volgens de Soemerische koningslijsten koning van ca. 2652 - 2602 v.Chr. Hij voleindigde de onafhankelijkheid van Uruk en rustte de stad uit met stadsmuren. Deze ca. 9,5 km lange stadsmuur is uniek. Uruk had lang de hegemonie in Sumer.
Uruk was de hoofdstad van Sumer in de vroeg-dynastieke tijd, totdat Lugalzaggisi van Umma het (ca. 2330 v. Chr) veroverde en tot het centrum maakte van zijn rijk, dat later door Sargon van Akkad ten val werd gebracht (ca. 2300 v.Chr.).
Een tweede bloei beleefde Uruk onder Oetoechengal (ca. 2060 v.Chr.).
Later speelde Uruk een belangrijke rol in de strijd van de Babyloniërs tegen het Rijk Elam rond 2000 v.Chr., waarbij het zware verliezen moest incasseren.

### Oud-Babylonische tijd
In de tijd van Isin en Larsa was de stad beurtelings onafhankelijk en weer niet.  Er zijn een aantal vorsten van Uruk bij naam bekend, maar de volgorde en de precieze gang van zaken is niet duidelijk. Alila-ḫadûm, Sūmû-binassa, Narām-Sîn en mogelijk Ikūn-pī-Ištar zijn bekend uit  de tijd vóór 1850 v.Chr. Een tweede reeks is Sîn-kāšīd, Sîn-erībam, Sîn-gāmil, Ilum-gāmil, ANam, Irnene, Nabi-ilīšu (ca. 1860-1803) en de rebel tegen het Babylonische bewind van Samsu-iluna: Rīm-Anum (1741-1739). In 1803 werd de stad ingelijfd door het Oud-Babylonische Rijk.

### Nieuw-Babylonische periode
Door de geleidelijke verzanding van de Eufraat-arm verloor Uruk zijn betekenis. Het beleefde echter in de nieuw-Babylonische periode (622-539 v.Chr.) een nieuwe bloei.
Uruks omvangrijke en goed bewaard gebleven tempelarchieven van de nieuw-Babylonische tijd documenteren haar sociale belang als opslag- en verdeelcentrum. In tijden van hongersnood konden families hun kinderen in de tempel kwijt als lekenbroeder of –zuster.

### Seleucidische periode
In de Hellenistische periode onder de Seleuciden (van 311 tot 63 v.Chr.) was Uruk nog steeds een belangrijke stad. De belangrijkste tempels werden toen in stand gehouden en zelfs gerenoveerd. Daarnaast werden er ook nieuwe tempels gebouwd, zoals de Anu- en Antum-tempels en een deel van de cultusplaats Bit Resch. Het zijn uitgesproken grote en monumentale bouwwerken. Ook de ziggoerat (getrapte piramide) in het tempelcomplex van Eanna werd in deze periode gerenoveerd.

### Parthische periode
Zelfs uit de Parthische periode stammen nog enkele nieuw gebouwde tempels, zoals de zogenaamde Gareus-tempel. De tempelcomplexen van de Soemerische godheden raakten langzamerhand in verval of werden na brand niet meer herbouwd. Er zijn delen van Parthische woonwijken opgegraven. Daarin vond men huizen met rijke versieringen zoals pleister-decoraties. Onder de woningen, vaak in de tuinen, vond men talrijke graven, gedeeltelijk met kisten van geglazuurde klei.

### Sassanidische periode
De stad bestond ook nog in de periode van de Sassaniden en werd pas rond 450 n.Chr. verlaten.

## Video
- Animatie over de stad Uruk